# Areas〜空に映すキミとのセカイ〜
『Areas〜空に映すキミとのセカイ〜』（アリアス そらにうつすきみとのせかい）は、Lapis lazuliから2009年3月27日に発売された、18禁恋愛アドベンチャーゲームである。
2010年3月26日にはスピンオフ作品『Areas〜恋する乙女の3H〜』（アリアス こいするおとめのさんエイチ）が発売された。

## 概要
本ゲームソフトは、アダルトゲームブランドLapis lazuliの処女作。2009年2月27日に体験版が秋葉原で配布され、同日公式サイトで公開された。発売日は、当初の予定だった2009年1月30日から、同年2月27日、同年3月27日と2回延期された。
予約キャンペーンとして、キャンペーン中に本ソフトを予約すると、アリアス中央聖堂図書館・レベル3指定書物「Areas official guide book　limited」と「同志男子諸君に捧ぐ！小河雅樹様特性秘蔵コレクションディスク！！」がプレゼントされた。
初回版には、OP主題歌CDが封入されている。また、本ゲームのオープニングテーマ「grand blue」とエンディングテーマ「piece of azure」は、fripSideにおいて、ボーカル・naoのラストワークである。
一度クリアすると「おまけモード」が表示され、CG鑑賞・音楽鑑賞・シーン回想が選択できるようになる。また、全キャラクター攻略後、おまけエピソードが進行する。

## ストーリー
西暦2082年、海上都市「新海（シンハイ）」。
主人公「御影悠也」と義妹「御影このか」は幼い頃から孤児院にいて、そこで御影夫婦に二人一緒に引き取られた。しかし、ある日、引き取ってくれた両親は二人を置いて姿を消した。こうして、二人はホームレス生活を送っていた。が、妹のためにも本物の居場所を手に入れるため、主人公は裏の仕事へ手を伸ばす。だが、その仕事は失敗し、軍の指揮をする女に捕まってしまう。そこで、その女は主人公が頭がいいという理由で、主人公を自分のものにしようと勧誘する。
そして、二人は船である場所へと連れて行かれる。そこは、世界から完全に隔離された絶海の孤島「アリアス」だった。そこで、御影悠也と御影このかには、このアリアスで普通に生活し、学園に行き、その体験を報告するという任務が与えられる。
この絶海の孤島「アリアス」で、二人の新たな学園生活が始まるのだった。

## 登場キャラクター

### 主人公
御影 悠也 （みかげ ゆうや）
アリアス・レリジオーソ学園2年生。
この物語の主人公。幼い頃に孤児院に預けられ、このかと一緒に御影夫婦の養子になる。しかし、その後両親は主人公とこのかを置いて失踪した。こうして、ホームレスとなる。何でもオールマティにこなすため、苦手なことがほとんどない。特に走力は人並み以上らしい。強く優しい心の持ち主。

### メインヒロイン
御影 このか（みかげ -）
声：立花あや
アリアス・レリジオーソ学園2年生。
主人公・御影悠也の義理の妹。戸籍上は現在も兄妹。悠也と同じく幼い頃に孤児院に預けられ、その後、御影夫婦の養子になる。だが、両親は失踪して悠也と一緒にホームレス生活をしている。明るく元気で、純粋な心を持っている。よくお腹が空く。同年齢の人と比べると、やや子供っぽい。自然（木や机など）と会話することができる、外の世界の人間としては珍しい能力を持っている。
リィズ・フランネル
声：佐本二厘
アリアス・レリジオーソ学園2年生。
人付き合いが良く、明るい性格。成績は常に学園二位の実力を誇る。運動神経も優れており、怒ると蹴りやパンチを繰り出す。役所に当たる中央聖堂で仕事をしている。せつ子という変わりものの生物と親友である。クラスメイトであり変態である小河雅樹が嫌い。
アリアスの中では唯一、外の世界を知っている人物である。
夏海 唯（なつみ ゆい）
声：小倉結衣
アリアス・レリジオーソ学園2年生。
明るく、前向きな性格。住居化したボートハウスで、主に機械の修理をする仕事をしている。仕事のことになると、周りが見えなくなってしまうほど仕事が大好き。人には決して打ち明けることのできない、悩みを抱えている。
弟が1人いて、時々手伝いに来てくれる。
上里 湖音（かみさと こと）
声：流石いちご
アリアス・レリジオーソ学園1年生。
礼儀正しく、堅い言葉をよく使う。少々ドジな一面を見せることも。料理が上手。兄がいたが、現在は行方不明。御影悠也が兄にとても似ているという。
永峯 彩菜（ながみね あやな）
声：如月葵
アリアス・レリジオーソ学園3年生。
いつもクールで、人とあまり話さない。この態度には何か訳がある模様。祖父から剣術を習っており、かなりの腕前。生徒間では様々な噂がある。街のパン屋で仕事をしており、店長でもある。

### サブキャラクター
片岡 のぶこ（かたおか-）
声：手塚りょうこ
行政機関、EEM・特別対策室、室長。及び、政務官。御影悠也と御影このかに新たな生活を与えてくれた人でもある。責任感が強く、仕事は迅速にこなさないと気がすまないタイプ。
小河 雅樹（おがわ まさき）
声：白銀一樹
アリアス・レリジオーソ学園2年生。成績優秀で運動能力も長けている。成績は学園一位の実力を誇る。
ただの変態。コスプレを学校に持ってくるときもある。それでリィズに蹴られるのがお約束。
夏海 陸 （なつみ りく）
声：ひなき藍
夏海唯の弟。好奇心旺盛な少年。よく姉の唯の仕事を手伝ったりしている。しかし、遊び場にすることもあり、よく唯のスパナが飛んでいる。
せつ子
声：青井美海
兎に似た謎の生命体。リィズ・フランネルの親友。その体は頑丈で、車に踏まれた程度ではなんともなく、銃弾を受けても吹き飛ばされる程度で、なんともないという常人離れした体を持つ。みかんがトレードマーク。いつも頭にみかんを乗せているが、二足歩行なので、転びやすく、よくみかんを無くしたりする。しかし、島の人がみかんを必ず頭に載せるので、心配には及ばない。
川辺 加奈子
声：まきいづみ
彩菜のパン屋で働いている。とても活発的な女性で、人を困らせることもしばしば。
永峯祖父
声：なし
永峯彩菜の祖父。剣術の達人。現在は怪我で入院している。

## スタッフ
- 原画 : 宮坂みゆ
- シナリオ : 八鹿純、上遠乃きつぐ、ERI、矢田影見、霧島へるん
- 音楽 : sat (fripSide)

## 主題歌
オープニングテーマ「grand blue」
作詞 - Shinichiro Yamashita / 作曲 - Satoshi Yaginuma / 編曲 - Satoshi Yaginuma、Takumi Okamoto / 歌 - fripSide（第1期、ボーカル：nao）
エンディングテーマ「piece of azure」
作詞 - Shinichiro Yamashita、Satoshi Yaginuma / 作曲・編曲 - Satoshi Yaginuma / 歌 - fripSide（第1期、ボーカル：nao）
恋する乙女の3H テーマソング「closest love」
作詞 - yuki-ka、Satoshi Yaginuma / 作曲・編曲 - Satoshi Yaginuma / 歌 - fripSide（第2期、ボーカル：南條愛乃）

## 関連商品

### CD
- Areas〜空に映すキミとのセカイ〜 オリジナルサウンドトラック
2009年5月29日発売
BGM全曲とOP・EDのデジタルマスタリングに加え、キャラクター人気投票にて1位に選ばれたリィズ・フランネルのテーマ曲を新たに収録。
| 全作曲: Satoshi Yaginuma。 |                                     |       |                  |      |
| #                          | タイトル                            | 作詞  | 作曲・編曲       | 時間 |
| 1.                         | 「grand blue」                      |       | Satoshi Yaginuma | 4:34 |
| 2.                         | 「piece of azure」                  |       | Satoshi Yaginuma | 6:17 |
| 3.                         | 「grand blue (short ver.)」         |       | Satoshi Yaginuma | 2:05 |
| 4.                         | 「grand blue (off vocal ver.)」     |       | Satoshi Yaginuma | 4:34 |
| 5.                         | 「piece of azure (off vocal ver.)」 |       | Satoshi Yaginuma | 6:13 |
| 合計時間:                  | 合計時間:                           | 23:43 |                  |      |
| 全作曲: sat (fripSide)。 |                                   |       |                |      |
| #                        | タイトル                          | 作詞  | 作曲・編曲     | 時間 |
| 1.                       | 「new life」                      |       | sat (fripSide) | 2:05 |
| 2.                       | 「ひだまり散策」                  |       | sat (fripSide) | 1:51 |
| 3.                       | 「small time」                    |       | sat (fripSide) | 2:40 |
| 4.                       | 「日々の中に」                    |       | sat (fripSide) | 2:17 |
| 5.                       | 「and up step!」                  |       | sat (fripSide) | 2:10 |
| 6.                       | 「from right, from left」         |       | sat (fripSide) | 1:32 |
| 7.                       | 「残されたふたつの影」            |       | sat (fripSide) | 2:04 |
| 8.                       | 「闇への浸食」                    |       | sat (fripSide) | 2:07 |
| 9.                       | 「ベルデュール」                  |       | sat (fripSide) | 2:06 |
| 10.                      | 「tree of SENATE」                |       | sat (fripSide) | 2:27 |
| 11.                      | 「m・e・c・h・a・n・i・c・!」     |       | sat (fripSide) | 2:22 |
| 12.                      | 「cross girl」                    |       | sat (fripSide) | 2:03 |
| 13.                      | 「candy taste」                   |       | sat (fripSide) | 2:01 |
| 14.                      | 「solitary」                      |       | sat (fripSide) | 2:11 |
| 15.                      | 「焼きたての香りに誘われて」      |       | sat (fripSide) | 2:38 |
| 16.                      | 「feeling flat」                  |       | sat (fripSide) | 2:13 |
| 17.                      | 「stay for a long time」          |       | sat (fripSide) | 2:16 |
| 18.                      | 「せつ子の部屋」                  |       | sat (fripSide) | 1:56 |
| 19.                      | 「静かな朝の音」                  |       | sat (fripSide) | 2:03 |
| 20.                      | 「critical break」                |       | sat (fripSide) | 2:18 |
| 21.                      | 「launch an attack」              |       | sat (fripSide) | 2:09 |
| 22.                      | 「recollection...」               |       | sat (fripSide) | 2:14 |
| 23.                      | 「peaceful sunlight」             |       | sat (fripSide) | 1:46 |
| 24.                      | 「with me」                       |       | sat (fripSide) | 2:44 |
| 25.                      | 「silent areas」                  |       | sat (fripSide) | 2:10 |
| 26.                      | 「open a door」                   |       | sat (fripSide) | 1:56 |
| 27.                      | 「grand blue 〜二人で歩く小道〜」 |       | sat (fripSide) | 1:52 |
| 28.                      | 「リィズ・フランネル〜心〜」      |       | sat (fripSide) | 2:49 |
| 合計時間:                | 合計時間:                         | 61:00 |                |      |
- infinite synthesis (fripSide 1stアルバム)
「closest love」収録

### カードゲーム
Lycee
シルバーブリッツのカードゲーム、Lyceeに参戦している。収録エキスパンションは、VisualArt's6.0など。